# Oreorchis itoana
Oreorchis itoana är en orkidéart som först beskrevs av Fumio Maekawa, och fick sitt nu gällande namn av Holger Perner. Oreorchis itoana ingår i släktet Oreorchis och familjen orkidéer. Inga underarter finns listade i Catalogue of Life.